# Gasparia delli
Espèce
Synonymes
- Ostearius delli Forster, 1955

Gasparia delli est une espèce d'araignées aranéomorphes de la famille des Toxopidae.

## Distribution
Cette espèce est endémique de Nouvelle-Zélande. Elle se rencontre dans les îles des Antipodes, Auckland et Campbell.

## Étymologie
Cette espèce est nommée en l'honneur de Richard Kenneth Dell.

## Publication originale
- Forster, 1955 : Spiders from the subantarctic islands of New Zealand. Records of the Dominion Museum, Wellington, vol. 2, p. 167-203.